# Unión de Rugby de Buenos Aires
La Unión de Rugby de Buenos Aires (URBA) es la entidad que nuclea a los principales clubes de rugby de la Ciudad Autónoma de Buenos Aires y de su área metropolitana (AMBA), tres clubes de tres ciudades del interior de la Provincia de Buenos Aires (un club de Mercedes, uno de San Antonio de Areco y otro de Chascomús) y el Club Atlético del Rosario de la ciudad de Rosario, de la Provincia de Santa Fe. La URBA organiza torneos para equipos o clubes, entre ellos el Torneo de la URBA de primera división. La misma está afiliada a la Unión Argentina de Rugby. Es la unión de rugby más importante de la Argentina. También, cuenta con su selección propia, las Águilas, que la representa en el Campeonato Argentino de Rugby de la UAR.

## Historia
En 1899, cuatro clubes (dos de la Ciudad de Buenos Aires, uno del Gran Buenos Aires y uno de Rosario deciden crear una institución que reglamente y organice el juego del rugby en el ámbito del Río de la Plata, dando origen para ello a The River Plate Rugby Union (hoy Unión Argentina de Rugby). Los fundadores fueron: BA (1864), Atlético del Rosario (1867), Lomas AC (1891) y Belgrano AC (1896) 
A partir de entonces, clubes de Buenos Aires y Uniones Provinciales fueron incorporándose a la UAR. como instituciones afiliadas, generándose una situación muy particular. A fines de 1995, se fundó la Unión de Rugby de Buenos Aires como resultado de la reorganización de la entidad nacional.
En toda esta etapa el rugby de Buenos Aires fue un protagonista principal contribuyendo con la mayoría de jugadores, entrenadores y dirigentes. [cita requerida]Durante el largo período de convivencia de esos clubes y uniones, la UAR fue acrecentando.

## Presente
La Unión de Rugby de Buenos Aires nuclea, según datos de 2021, a 91 clubes que participan de las actividades que la misma organiza en todas sus categorías, desde infantiles hasta las divisiones superiores.
Por fin de semana se llevan a cabo más de 350 partidos de rugby correspondientes a los torneos juveniles y mayores, en los mismos participan más de 16.000 jugadores federados, cantidad que representa al 45% de la totalidad de jugadores registrados en la Unión Argentina de Rugby.
Asimismo, son más de 7000 los jugadores que, desde los 10 y hasta los 14 años, juegan en las distintas categorías infantiles verdadera base para el desarrollo y crecimiento de este deporte.

## Autoridades
Actualizado a enero de 2020:

### Consejo Directivo
Presidente:
- Floro Guerrieri (San Luis)

Vicepresidente:
- Alberto Morón (San Carlos)

Secretario:
- Patricio Campbell (Lomas Athletic)

Tesorero:
- Federico Curutchet (Club Ciudad de Buenos Aires)

Prosecretario:
- Robert Mac Gaw (San Albano)

Protesorero:
- Alejandro Mamblona (San Luis)

Vocales Titulares:
- Ignacio Blanco (Deportiva Francesa)
- Manuel Alonso (Pucará)
- Tibor Teleki (St. Brendan's)
- Bernardo Cassagne (Belgrano Athletic)
- Manuel Contepomi (Newman)
- Martín Carrique (Los Tilos)

Vocales Suplentes:
- Sebastián Delgui (CASI)
- Agustín Raybaud (Alumni)
- Mauricio Pellicena (La Plata RC)
- Leandro Salvatierra (Atlético del Rosario)
- Luis Martín y Herrera (Champagnat)
- Felipe Schenone (San Carlos)

### Comisión Fiscalizadora
Miembros Titulares:
- Carlos Dichiara (San Fernando)
- Omar Guntaue (Tigre RC)
- Adrián Sciarreta (Club Mariano Moreno)

Miembros Suplentes:
- Rodrigo Reymondes (C.A.R.)
- Germán Trovamala (CUQ)
- Miguel Bruno (CASA de Padua)

## Divisiones
La URBA, al igual que las provincias argentinas con gran cantidad de equipos, ha establecido un régimen jerárquico de divisiones, con un sistema de ascensos y descensos entre las mismas. La División Superior (equipos de máximo nivel de cada club) está dividida en siete divisiones jerárquicas, en las que compiten en total 90 equipos (2023):
- Top 12 – 12 equipos
- Primera A – 14 equipos
- Primera B – 14 equipos
- Primera C – 14 equipos
- Segunda – 14 equipos
- Tercera – 12 equipos
- Desarrollo – 11 equipos

Fuente: URBA, 2023

## Equipos afiliados
Los equipos de rugby afiliados a la URBA son, y tienen su sede principal ubicada según lo refleja al siguiente tabla:
| Club                                                    | Jurisdicción (de primer orden)         | Sede central                           | Cancha                             |
| ------------------------------------------------------- | -------------------------------------- | -------------------------------------- | ---------------------------------- |
| Belgrano Athletic Club                                  | Ciudad Autónoma de Buenos Aires (CABA) | CABA. Belgrano R                       | Belgrano R                         |
| Arsenal Zarate Rugby                                    | Provincia de Buenos Aires              | Zárate                                 | Zárate                             |
| Areco Rugby Club                                        | Provincia de Buenos Aires              | San Antonio de Areco                   | San Antonio de Areco               |
| Club Ciudad de Campana                                  | Provincia de Buenos Aires              | Campana                                | Campana                            |
| Club Atlético del Rosario                               | Provincia de Santa Fe                  | Rosario. Echesortu                     | Echesortu                          |
| San José Rugby Club                                     | Provincia de Buenos Aires              | Escobar                                | Escobar                            |
| Atlético San Andrés Rugby Club                          | Provincia de Buenos Aires              | Escobar                                | Escobar                            |
| Mercedes Rugby Club                                     | Provincia de Buenos Aires              | Mercedes                               | Mercedes                           |
| Luján Rugby Club                                        | Provincia de Buenos Aires              | Luján                                  | Luján                              |
| Club San Patricio                                       | Provincia de Buenos Aires              | Pilar                                  | La Lonja                           |
| St. Brendan’s Rugby Club                                | Provincia de Buenos Aires              | Pilar                                  | Villa Rosa                         |
| Club Los Pinos                                          | Provincia de Buenos Aires              | Pilar                                  | La Lonja                           |
| Sociedad Hebraica Argentina                             | Ciudad Autónoma de Buenos Aires (CABA) | CABA. Once                             | Pilar (P. Bs.As)                   |
| Club San Andrés                                         | Provincia de Buenos Aires              | Benavídez                              | Benavídez                          |
| Delta Rugby Club                                        | Provincia de Buenos Aires              | Tigre                                  | Rincón de Milberg                  |
| Club Newman                                             | Provincia de Buenos Aires              | San Isidro                             | Benavídez                          |
| Asociación Deportiva Francesa                           | Provincia de Buenos Aires              | Pilar                                  | Del Viso                           |
| Tigre Rugby Club                                        | Provincia de Buenos Aires              | Tigre                                  | Troncos del Talar                  |
| Hindú Club                                              | Provincia de Buenos Aires              | Don Torcuato                           | Don Torcuato                       |
| Club Universitario de Buenos Aires (CUBA)               | Ciudad Autónoma de Buenos Aires (CABA) | CABA. San Nicolás                      | Villa de Mayo (Prov. Bs.As.)       |
| Asociación Alumni                                       | Provincia de Buenos Aires              | Malvinas Argentinas                    | Tortuguitas                        |
| Club San Carlos                                         | Provincia de Buenos Aires              | Malvinas Argentinas                    | San Carlos Country                 |
| Club Champagnat                                         | Ciudad Autónoma de Buenos Aires (CABA) | Ciudad Autónoma de Buenos Aires (CABA) | Estancias del Pilar (Prov. Bs.As.) |
| Club Regatas de Bella Vista                             | Provincia de Buenos Aires              | Bella Vista                            | Bella Vista                        |
| Club y Biblioteca Mariano Moreno                        | Provincia de Buenos Aires              | Moreno                                 | Moreno                             |
| Club Los Cedros                                         | Provincia de Buenos Aires              | Malvinas Argentinas                    | Los Polvorines                     |
| San Miguel Hockey & Rugby Club                          | Provincia de Buenos Aires              | San Miguel                             | Bella Vista                        |
| Buenos Aires Cricket & Rugby Club                       | Provincia de Buenos Aires              | San Fernando                           | Victoria                           |
| Club San Fernando                                       | Provincia de Buenos Aires              | San Fernando                           | San Fernando                       |
| Club Atlético de San Isidro                             | Provincia de Buenos Aires              | San Isidro                             | San Isidro                         |
| Club Pueyrredón                                         | Provincia de Buenos Aires              | Benavídez                              | Benavídez                          |
| San Isidro Club                                         | Provincia de Buenos Aires              | San Isidro                             | Boulogne                           |
| Virreyes Rugby Club                                     | Provincia de Buenos Aires              | San Fernando                           | Victoria                           |
| Olivos Rugby Club                                       | Provincia de Buenos Aires              | Munro                                  | Munro                              |
| Club Atlético Banco Nación Argentina                    | Provincia de Buenos Aires              | Vicente López                          | Vicente López                      |
| Club Municipalidad de la Ciudad de Vicente López        | Provincia de Buenos Aires              | Vicente López                          | Villa Martelli                     |
| Círculo de ExCadetes del Liceo Militar Gral. San Martín | Provincia de Buenos Aires              | San Martín                             | Loma Hermosa                       |
| Club Atlético Ferrocarril General San Martín            | Provincia de Buenos Aires              | 3 de febrero                           | Sáenz Peña                         |
| Curupaytí Club de Rugby                                 | Provincia de Buenos Aires              | Hurlingham (Buenos Aires)              | Hurlingham                         |
| Club El Retiro                                          | Provincia de Buenos Aires              | Hurlingham (Buenos Aires)              | William C. Morris                  |
| Hurling Club                                            | Provincia de Buenos Aires              | Hurlingham (Buenos Aires)              | Hurlingham                         |
| Rugby Club Los Matreros                                 | Provincia de Buenos Aires              | Morón (Buenos Aires)                   | Castelar                           |
| Sociedad Italiana de Tiro al Segno                      | Provincia de Buenos Aires              | Morón (Buenos Aires)                   | El Palomar                         |
| Club Gimnasia y Esgrima Ituzaingó                       | Provincia de Buenos Aires              | Ituzaingó (Buenos Aires)               | Ituzaingó                          |
| Club Atlético San Antonio de Padua                      | Provincia de Buenos Aires              | Merlo                                  | San Antonio de Padua               |
| Marcos Paz Rugby Club (ex S.A.P.A.)                     | Provincia de Buenos Aires              | Marcos Paz                             | Marcos Paz                         |
| Almafuerte Rugby                                        | Provincia de Buenos Aires              | La Matanza                             | Ciudad Evita                       |
| Club Beromama                                           | Provincia de Buenos Aires              | La Matanza                             | González Catán                     |
| Club Banco Hipotecario Nacional                         | Provincia de Buenos Aires              | La Matanza                             | Ciudad Celina                      |
| Club San Cirano                                         | Provincia de Buenos Aires              | La Matanza                             | Ciudad Celina                      |
| Club Atlético Chascomús                                 | Provincia de Buenos Aires              | Chascomús                              | Chascomús                          |
| Club Atlético y Progreso de Brandsen                    | Provincia de Buenos Aires              | Brandsen                               | Brandsen                           |
| Club Atlético Porteño                                   | Provincia de Buenos Aires              | San Vicente                            | San Vicente                        |
| Las Cañas Rugby Club                                    | Provincia de Buenos Aires              | Cañuelas                               | Cañuelas                           |
| Club Varela Junior                                      | Provincia de Buenos Aires              | Florencio Varela                       | Florencio Varela                   |
| Lomas Athletic Club                                     | Provincia de Buenos Aires              | Lomas de Zamora                        | Lomas de Zamora                    |
| Lanús Rugby Club                                        | Provincia de Buenos Aires              | Lanús                                  | Remedios de Escalada               |
| Club Argentino de Rugby                                 | Provincia de Buenos Aires              | Avellaneda                             | Sarandí                            |
| La Plata Rugby Club                                     | Provincia de Buenos Aires              | La Plata                               | Gonnet                             |
| Club Universitario de La Plata                          | Provincia de Buenos Aires              | La Plata                               | Gonnet                             |
| Club San Luis La Plata                                  | Provincia de Buenos Aires              | La Plata                               | Tolosa                             |
| Club de Rugby Los Tilos                                 | Provincia de Buenos Aires              | La Plata                               | Tolosa                             |
| Albatros Rugby Club                                     | Provincia de Buenos Aires              | La Plata                               | La Plata                           |
| Club Atlético Defensores de Glew                        | Provincia de Buenos Aires              | Almirante Brown                        | Glew                               |
| Club Pucará                                             | Provincia de Buenos Aires              | Almirante Brown                        | Burzaco                            |
| Club San Albano                                         | Provincia de Buenos Aires              | Almirante Brown                        | Burzaco                            |
| Monte Grande Rugby Club                                 | Provincia de Buenos Aires              | Esteban Echeverría                     | Monte Grande                       |
| Club San Marcos Rugby & Hockey (Monte Grande)           | Provincia de Buenos Aires              | Esteban Echeverría                     | Monte Grande                       |
| Ateneo Cultural y Deportivo Don Bosco                   | Provincia de Buenos Aires              | Quilmes                                | Bernal                             |
| Círculo Universitario de Quilmes                        | Provincia de Buenos Aires              | Quilmes                                | Quilmes                            |
| Club Atlético Obras Sanitarias de la Nación             | Ciudad Autónoma de Buenos Aires (CABA) | Núñez                                  | Loma Verde (Escobar, P.B.A.)       |
| Club Manuel Belgrano                                    | Ciudad Autónoma de Buenos Aires (CABA) | CABA. Saavedra                         | Saavedra                           |
| La Salle Rugby y Hockey Club                            | Provincia de Buenos Aires              | San Martín                             | Villa Ballester                    |
| Centro Naval                                            | Ciudad Autónoma de Buenos Aires (CABA) | CABA. Núñez                            | Núñez                              |
| Club Ciudad de Buenos Aires                             | Ciudad Autónoma de Buenos Aires (CABA) | CABA. Núñez                            | Núñez                              |
| Club Daom                                               | Ciudad Autónoma de Buenos Aires (CABA) | CABA. Flores                           | Flores                             |
| Club de Gimnasia y Esgrima de Buenos Aires (GEBA)       | Ciudad Autónoma de Buenos Aires (CABA) | CABA. Palermo                          | Palermo                            |
| Club Italiano Rugby                                     | Ciudad Autónoma de Buenos Aires (CABA) | CABA. Caballito                        | Villa Soldati (CABA)               |
| Centro de Graduados del Liceo Naval Militar             | Ciudad Autónoma de Buenos Aires (CABA) | CABA. Núñez                            | Núñez                              |
| Asociación Del Sur Rugby                                | Provincia de Buenos Aires              | Esteban Echeverría                     | 9 de Julio                         |
| Floresta Rugby Club                                     | Ciudad Autónoma de Buenos Aires (CABA) | CABA. Floresta                         | Parque Avellaneda (CABA)           |

## Selección
El seleccionado de la URBA representa a la unión en todos los campeonatos organizados por la Unión Argentina de Rugby desde 1961. Anteriormente, la unión presentaba selecciones de Capital Federal y Provincia de Buenos Aires.
La selección de mayores ha obtenido treinta y cuatro Campeonatos Argentinos, convirtiéndola en la selección más exitosa de la historia del mismo.
También ha obtenido en catorce ocasiones el Seven de la República.
La unión tiene una segunda selección, llamada URBA Desarrollo, que incluye jugadores de los Grupos III y IV del campeonato de clubes porteño.

### Palmarés
- Campeonato Argentino de Rugby (36): 1962, 1963, 1964, 1966, 1967, 1968, 1969, 1970, 1971, 1972, 1973, 1974, 1975, 1976, 1977, 1978, 1979, 1980, 1981, 1982, 1983, 1984, 1986, 1991, 1994, 1996, 1998, 1999, 2000, 2002, 2003, 2006, 2007, 2008, 2015, 2016, 2017.

- Torneos Cross Borders (1): 2012 (Zona 2).

- Seven de la República (15): 1989, 1990, 1993, 1994, 1996, 1997, 1999, 2001, 2003, 2004, 2006, 2008, 2012, 2013, 2014.

- Seven de Punta del Este (3): 2010, 2011 y 2013.[6]

- World Club Sevens (1): 2014.[7]